# Louis Couturat

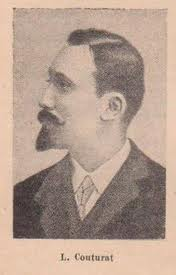
Louis Couturat

Louis Couturat (* 17. Januar 1868 in Paris; † 3. August 1914 in Ris-Orangis) war ein französischer Logiker, Mathematiker und Linguist.
Er hatte zunächst eine Professur an der Universität Toulouse inne und später am Collège de France.

## Arbeit und Denken
In den Jahren vor dem Ersten Weltkrieg galt er als der französische Repräsentant der Entwicklung einer symbolischen Logik, wie sie auch Charles Peirce, Giuseppe Peano, Alfred North Whitehead und Bertrand Russell anstrebten.
1896 veröffentlichte er sein erstes Werk, De l'infini mathematique; 1901 folgte La logique de Leibniz, eine detaillierte Studie, in der der Nachlass des Philosophen aufgearbeitet wird, der erst 1895 katalogisiert worden war. Ein Großteil der Rezeption des Leibniz’schen Werkes im 20. Jahrhundert baut auf Couturats Vorarbeit auf. Weiters übersetzte er Russells Principles of Mathematics ins Französische.
1900 richtete er zusammen mit dem französischen Philosophen Xavier Léon den ersten Internationalen Kongress für Philosophie in Paris aus, den Vorläufer des heutigen Weltkongress für Philosophie.
1907 trat Couturat als Hauptverfasser der Plansprache Ido auf (die Rolle Louis de Beaufronts bei der Entwicklung des Esperanto-Abkömmlings ist weitgehend ungeklärt) und setzte sich für diese bis an sein Lebensende ein.
Der überzeugte Pazifist Couturat starb zur Zeit des Ersten Weltkrieges: er wurde in seinem Auto bei einem Zusammenstoß mit einem Armeefahrzeug getötet.